# Giorgio Paglia

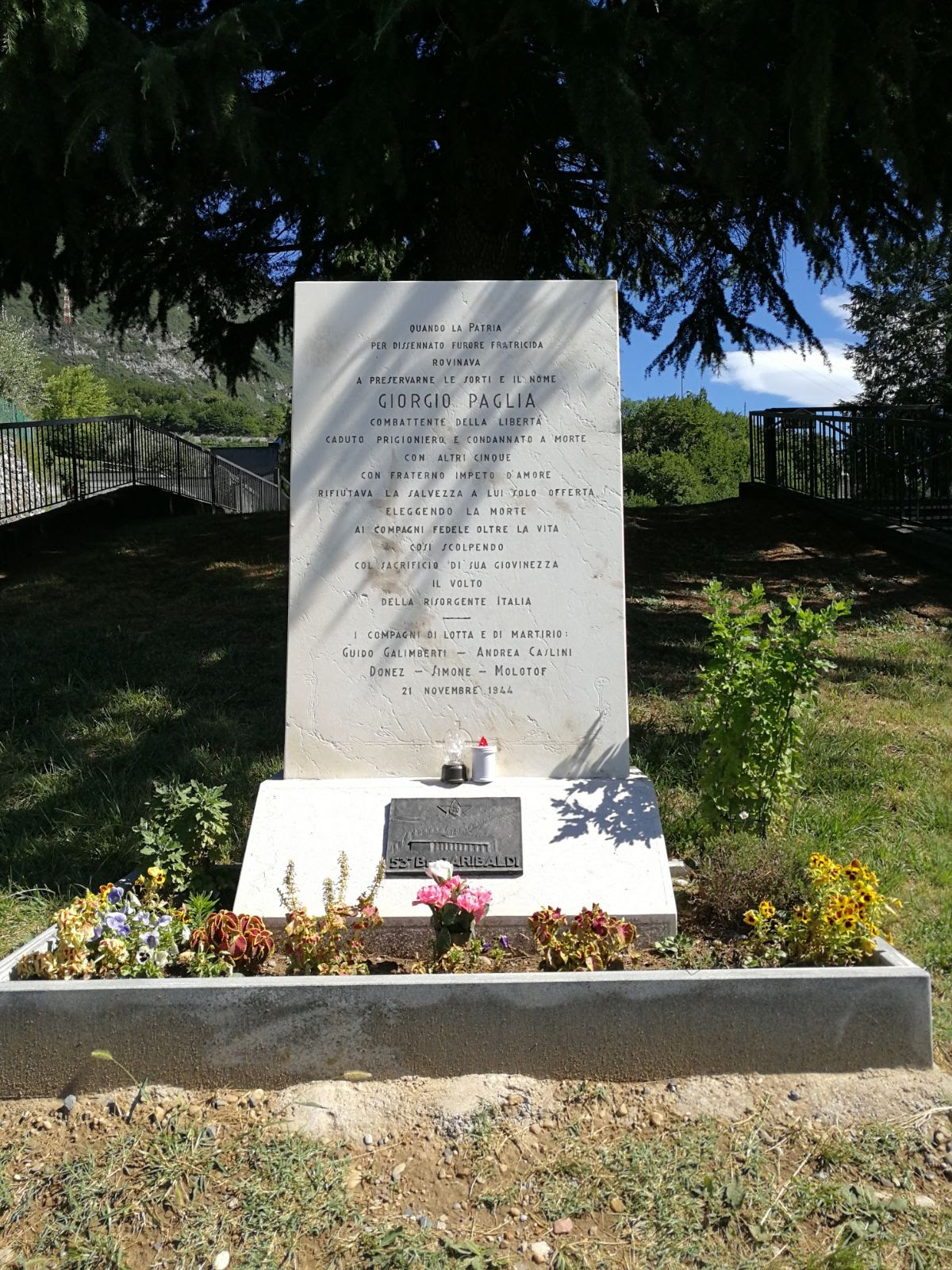
Lapide presso il cimitero di Volpino

Giorgio Paglia (Bologna, 9 marzo 1922 – Costa Volpino, 21 novembre 1944) è stato un patriota, partigiano e antifascista italiano, Medaglia d'oro al valor militare alla memoria.

## Biografia
Nato a Bologna da Guido e Maria Teresa Pesenti, ma appartenente ad una delle famiglie più in vista di Alzano Lombardo in provincia di Bergamo, Giorgio Paglia frequenta la Scuola militare "Teulié" e poi si iscrive alla facoltà di ingegneria presso il Politecnico di Milano.
Allo scoppio della seconda guerra mondiale fu chiamato alle armi, dovendo quindi interrompere gli studi.
Nel 1943 diviene allievo ufficiale degli alpini nella Scuola di Cerveteri, e dopo l'armistizio si distinse nei combattimenti per la difesa di Roma contro i tedeschi occupanti.
Tornò quindi al nord dove, ricercato dagli emissari della repubblica di Salò si aggregò alle unità partigiane presenti nella zona di Bergamo.
Il suo coraggio e la sua audacia gli permisero di prendere il comando, nonostante la giovane età, di una squadra della 53ª Brigata Garibaldi, che operava sui monti tra la Val Seriana e Val Cavallina, luoghi strategici per il controllo all'accesso della Val Camonica.
Gli venne dato il nome di battaglia tenente Giorgio e fu protagonista dei combattimenti che, da agosto a novembre 1944, misero in difficoltà i repubblichini e le SS, che però riuscirono a sorprenderlo alla Malga Lunga con la sua squadra, il 17 novembre 1944.
Il rastrellamento, avvenuto ad opera di reparti della Legione Tagliamento, aveva infatti provocato il ferimento di due partigiani e, finite le munizioni, Giorgio Paglia accettò la resa a patto che i feriti venissero curati. Ma alle parole non seguirono i fatti e, a resa avvenuta, i feriti vennero uccisi a pugnalate e il rimanente della squadra fu deportata a Lovere.
Dopo un processo sommario, furono tutti condannati a morte, ad eccezione di Giorgio Paglia, a cui era stata concessa la grazia, in quanto figlio di un militare volontario in A.O. e decorato: suo padre Guido era stato un eroe della Guerra d'Etiopia, caduto nella conquista del massiccio dell'Uork Amba il 27 febbraio 1936 e Medaglia d'oro al valor militare.
Ma lui, dopo essersi visto respingere per l'ultima volta la richiesta di liberazione di tutti i suoi compagni, rifiutò la grazia adducendo la frase «O tutti o nessuno!», e chiese di essere fucilato per primo.
Era il 21 novembre 1944, e tutti i partigiani vennero fucilati al cimitero di Volpino, frazione di Costa Volpino.
Venne sepolto nel cimitero di Alzano Maggiore.

## Onorificenze e riconoscimenti
Bergamo ha intitolato a questo suo cittadino onorario una via nella parte centrale della città; lo stesso hanno fatto numerosi altri comuni nella stessa provincia.

### Laurea
Frequentava il quarto anno di Ingegneria al Politecnico di Milano. L'istituto universitario, nel dopoguerra, gli ha conferito la laurea honoris causa in ingegneria.